# Åke Larsson (politiker)
Karl Åke Larsson (i riksdagen kallad Larsson i Karlskoga), född 18 juni 1910 i Ramundeboda församling, Örebro län, död 31 december 2000 i Karlskoga, var en svensk arbetsförmedlingsföreståndare och socialdemokratisk politiker.
Larsson, som var son till sågverksarbetare David Larsson och Maja Andersson, var sågverks- och metallarbetare till 1943, ombudsman i Svenska metallindustriarbetareförbundets avdelning 76 i Bofors 1943–1946 (ordförande 1941–1943) och assistent vid arbetsförmedlingen i Karlskoga från 1947. Han var styrelseledamot i Karlskoga arbetarekommun från 1947 (ordförande 1947–1952) och ordförande i Karlskoga stads partikrets av SAP 1952–1958. Han blev ledamot av stadsfullmäktige 1942, av drätselkammaren 1952, var ordförande i polisnämnden, blev landstingsman 1963 och var ledamot av landstingets sociala nämnd.
Larsson var ledamot av första kammaren 1959–1970 (ledamot av bankoutskottet, suppleant tredje lagutskottet samt suppleant bank- och fondinspektionen). Han var också ledamot av den nya enkammarriksdagen från 1971, invald i Örebro läns valkrets.